# Rolf Steenhoff
Rolf Steenhoff, född 24 maj 1898 i Sundsvall, död 28 april 1988, var en svensk kemiteknisk ingenjör och företagsledare. 
Steenhoff avlade 1920 civilingenjörsexamen vid KTH och var 1921-1927 anställd som ingenjör vid AB Stockholms Bryggerier. Han blev 1928 fabrikschef och 1941 överingenjör 
vid Apotekarnes Mineralvattens AB.  Under åren 1960–1963 verkställande direktör  vid samma företag. Krigsåren 1940–1945 var han dessutom ställföreträdande avdelningschef vid Statens industrikommission. Han hade en rad uppdrag inom yrkes- och branschorganisationer.
Han invaldes 1943 som ledamot av Ingenjörsvetenskapsakademien.
Han var son till Gotthilf och Frida Stéenhoff. De är begravda på Solna kyrkogård.